# 白灵山红山茶
白灵山红山茶（学名：Camellia bailinshanica）是山茶科山茶属的植物。分布于中国大陆的四川等地，生长于海拔2,100米的地区，一般生于疏林中，目前尚未由人工引种栽培。